# کیهان‌نگاری

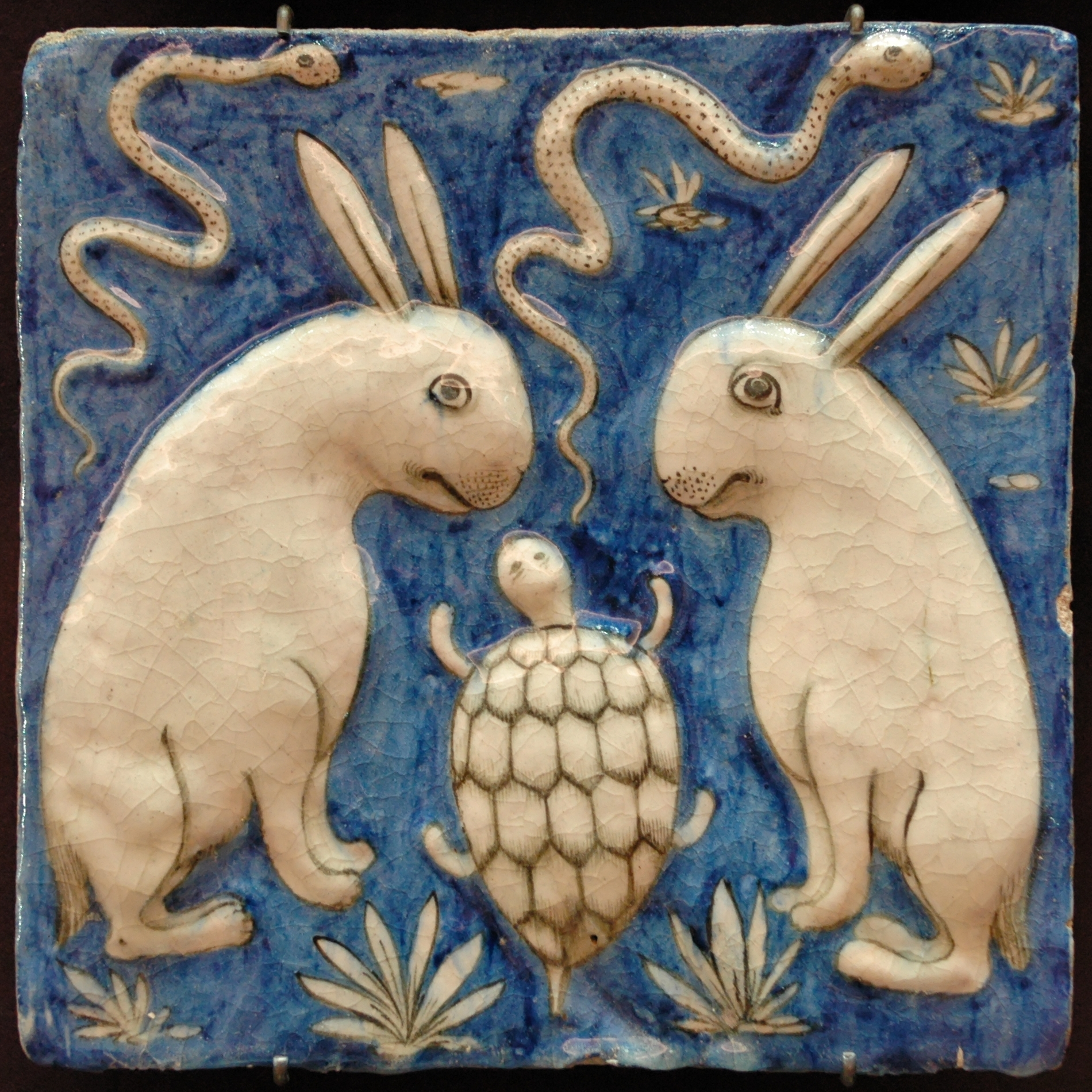
کاشی لعاب‌دار با نقش مار، خرگوش و لاک‌پشت به عنوان نگاره‌ای برای آذین کتاب عجائب المخلوقات وغرائب الموجودات (شگفتی‌های آفریدگان و موجودات) نوشتهٔ زکریا قزوینی جغرافی‌دان، دانشمند، تاریخ‌نویس و فیلسوف ایرانی درسال سال ۶۷۸ هجری قمری

کیهان‌نگاری یا کوسموگرافی (به انگلیسی: Cosmography) علمی است که نقشه‌ای از ویژگی‌های کلی کیهان به همراه توصیف آسمان و زمین (اما بی ارتباط با جغرافیا و اخترشناسی) رسم می‌کند.

## آثار کیهان‌نگاری
یکی از مشهورترین و نخستین آثار گیتی‌شناسی کتاب عجائب المخلوقات وغرائب الموجودات (شگفتی‌های آفریدگان و موجودات) است که در زمینه هیئت، جهان‌شناسی، علم‌اشیا و شگفتی‌های عالم خلقت، توسط زکریا قزوینی جغرافی‌دان، دانشمند، تاریخ‌نویس و فیلسوف ایرانی در سال سال ۶۷۸ هجری قمری مطابق با ۱۲۸۰ میلادی نوشته شده است.
از دیگر آثار می‌توان به کتاب‌های فرهنگ هندو و چینی اشاره کرد که بیشتر اشاره به پویایی و تکرار چرخه زندگی در جهان هستی اشاره دارند.
همچنین مارتین کورتس از اهالی ساراگوسا، اسپانیا، کتاب مشهوری را در سال ۱۵۵۱ منتشر کردکه بارها به زبان انگلیسی ترجمه و بارها تجدید چاپ شده است. او در این کتاب به کروی بودن زمین، خاصیت مغناطیسی و وجود قطب‌های مغناطیسی در دو قطب زمین اشاره کرده است.
پیتر هیلین با چاپ کتاب کیهان‌نگاری در سال ۱۶۵۲ یکی از نخستین تلاش‌ها را برای توصیف تمام جهان به زبان انگلیسی به انجام رساند، و یکی از نخستین شرح‌ها را از استرالیا و کالیفرنیا به ثبت رساند. این کتاب دارای ۴ بخش، بررسی جغرافیا، سیاست، و فرهنگ اروپا، آسیا، آفریقا و آمریکا، با یک ضمیمه در بارهٔ زمین‌های کشف نشده، از جمله استرالیا است.
در سال ۱۶۵۹، توماس پورتر نسخه کوچک‌تر کتاب «تمام جهان» را منتشر کرد که در قسمتی توضیحی بر چگونگی آفرینش هستی و روند کار آن است و در قسمتی دیگر به بحث رنسانس و تاریخ اروپا پرداخته شده.

## کیهان‌نگاری در اخترفیزیک
در اخترفیزیک، اصطلاح «کیهان‌نگاری» برای توصیف برای مباحث هندسی در مقیاس‌های بسیار بزرگ و انرژی‌های موجود در آن استفاده می‌شود مورد استفاده قرار گیرد که حتی قابل ترسیم و نمونه سازی نیستند.